# Asticta astragali
Asticta astragali là một loài bướm đêm trong họ Erebidae.